# Drácula
Drácula (em inglês: Dracula) é um romance de terror gótico publicado em 1897, escrito pelo autor irlandês Bram Stoker. Como um romance epistolar, a narrativa é relatada por meio de cartas, diários e artigos de jornal. Não tem um único protagonista, mas abre com o advogado Jonathan Harker fazendo uma viagem de negócios para ficar no castelo de um nobre da Transilvânia, Conde Drácula. Harker escapa do castelo depois de descobrir que Drácula é um vampiro, e o Conde se muda para a Inglaterra e assola a cidade litorânea de Whitby. Um pequeno grupo, liderado por Abraham Van Helsing, caça Drácula e, no final, o mata.
Drácula foi escrito principalmente na década de 1890. Stoker produziu mais de cem páginas de notas para o romance, extraindo extensivamente da história e  cultura da Transilvânia. Alguns estudiosos sugeriram que o personagem de Drácula foi inspirado por figuras históricas como o príncipe valáquio Vlad, o Empalador, ou a condessa Elizabeth Báthory, mas há um desacordo generalizado. As notas de Stoker não mencionam nenhuma das figuras. Ele encontrou o nome Drácula na biblioteca pública de Whitby enquanto passava férias lá, escolhendo-o porque achava que significava diabo em romeno.
Após sua publicação, Drácula foi recebido positivamente pelos revisores que apontaram para o uso efetivo do horror. Em contraste, os revisores que escreveram negativamente sobre o romance o consideraram excessivamente assustador. Comparações com outras obras de literatura gótica eram comuns, incluindo sua semelhança estrutural com The Woman in White (1859), de Wilkie Collins. No século passado, Drácula foi situado como uma peça de ficção gótica. Estudiosos modernos exploram o romance dentro de seu contexto histórico—a era vitoriana—e discutem sua representação de papéis de gênero, sexualidade, e raça.
Drácula é uma das peças mais famosas da literatura em língua inglesa. Muitos dos personagens do livro entraram na cultura popular como versões arquetípicas de seus personagens; por exemplo, Conde Drácula como o vampiro por excelência, e Abraham Van Helsing como um caçador de vampiros icônico. O romance, que está em domínio público, foi adaptado para o cinema mais de 30 vezes, e seus personagens fizeram inúmeras aparições em praticamente todas as mídias.

## Enredo
Jonathan Harker, um advogado inglês recém-formado, visita o Conde Drácula em seu castelo nas montanhas dos Cárpatos para ajudar o Conde a comprar uma casa perto de Londres. Ignorando o aviso do Conde, Harker vagueia pelo castelo à noite e encontra três mulheres vampiras; Drácula resgata Harker e dá às mulheres uma criança pequena amarrada dentro de uma bolsa. Harker acorda na cama; logo depois, Drácula sai do castelo, abandonando ele às mulheres. Harker escapa com vida e acaba delirando em um hospital de Budapeste. Drácula leva um navio chamado de Demeter para a Inglaterra com caixas de terra de seu castelo. O diário do capitão narra o desaparecimento da tripulação até que ele permaneça sozinho, preso ao leme para manter o rumo. Um animal parecido com um cachorro grande é visto pulando em terra quando o navio encalha em Whitby.
A carta de Lucy Westenra para sua melhor amiga, a noiva de Harker, Mina Murray, descreve suas propostas de casamento do Dr. John Seward, Quincey Morris, e Arthur Holmwood. Lucy aceita Holmwood, mas todos continuam amigos. Mina se junta a sua amiga Lucy nas férias em Whitby. Lucy começa a ter sonambulismo. Depois que seu navio atraca lá, Drácula persegue Lucy. Mina recebe uma carta sobre a doença de seu noivo desaparecido e vai a Budapeste para cuidar dele. Lucy fica muito doente. O velho professor de Seward, o Professor Abraham Van Helsing, determina a natureza da condição de Lucy, mas se recusa a divulgá-la. Ele a diagnostica com aguda perda de sangue. Van Helsing coloca flores de alho ao redor do quarto e faz um colar com elas. A mãe de Lucy remove as flores de alho, sem saber que repelem os vampiros. Enquanto Seward e Van Helsing estão ausentes, Lucy e sua mãe ficam aterrorizadas com um lobo e a Sra. Westenra morre de ataque cardíaco; Lucy morre logo depois. Após seu enterro, os jornais relatam crianças sendo perseguidas à noite por uma "dama bloofer" (bela senhora), e Van Helsing deduz que é Lucy. Os quatro vão ao túmulo dela e veem que ela é uma vampira. Eles perfuram em seu coração, decapitam ela, e enchem sua boca de alho. Jonathan Harker e sua agora esposa Mina retornaram e se juntaram à campanha contra Drácula.
Todos ficam no asilo do Dr. Seward enquanto os homens começam a caçar Drácula. Van Helsing finalmente revela que os vampiros só podem descansar na terra de sua terra natal. Drácula se comunica com o paciente de Seward, Renfield, um homem insano que come vermes para absorver sua força vital. Depois que Drácula descobre o plano do grupo contra ele, ele usa Renfield para entrar no asilo. Ele secretamente ataca Mina três vezes, bebendo seu sangue a cada vez e forçando Mina a beber seu sangue na visita final. Ela é amaldiçoada a se tornar uma vampira após sua morte, a menos que Drácula seja morto. À medida que os homens encontram as propriedades de Drácula, eles descobrem muitas caixas de terra dentro. Os caçadores de vampiros abrem cada uma das caixas e selam hóstias de pão sacramental dentro delas, tornando-as inúteis para Drácula. Eles tentam prender o Conde em sua casa em Piccadilly, mas ele escapa. Eles descobrem que Drácula está fugindo para seu castelo na Transilvânia com sua última caixa. Mina tem uma fraca conexão psíquica com Drácula, que Van Helsing explora via hipnose para rastrear os movimentos de Drácula. Guiados por Mina, eles o perseguem.
Em Galatz, na Romênia, os caçadores se separaram. Van Helsing e Mina vão ao castelo de Drácula, onde o professor destrói as mulheres vampiras. Jonathan Harker e Arthur Holmwood seguem o barco de Drácula no rio, enquanto Quincey Morris e John Seward os acompanham em terra. Depois que a caixa de Drácula é finalmente carregada em uma carroça por homens ciganos, os caçadores convergem e a atacam. Depois de derrotar os ciganos, Harker decapita o pescoço de Drácula ao mesmo tempo que Quincey o esfaqueia no coração. Drácula vira pó, libertando Mina de sua maldição vampírica. Quincey é mortalmente ferido na luta contra os ciganos. Ele morre de seus ferimentos, em paz com o conhecimento de que Mina está salva. Uma nota de Jonathan Harker sete anos depois afirma que os Harkers têm um filho, chamado Quincey.

## Plano de fundo

### Autor
Como gerente interino do Lyceum Theatre em Londres, Bram Stoker era uma figura reconhecível: cumprimentava os convidados da noite e servia como assistente do ator Henry Irving. Em uma carta para Walt Whitman, Stoker descreveu seu próprio temperamento como "secreto para o mundo", mas mesmo assim ele levou uma vida relativamente pública. Stoker complementou sua renda do teatro escrevendo romances e romances de sensação, e publicou 18 livros até sua morte em 1912. Drácula foi o sétimo livro publicado de Stoker, seguindo The Shoulder of Shasta (1895) e precedendo Miss Betty (1898). Hall Caine, um amigo próximo de Stoker, escreveu um obituário para ele no The Daily Telegraph, dizendo que—além de sua biografia sobre Irving—Stoker escreveu apenas "para vender" e "não tinha objetivos maiores".

### Influências

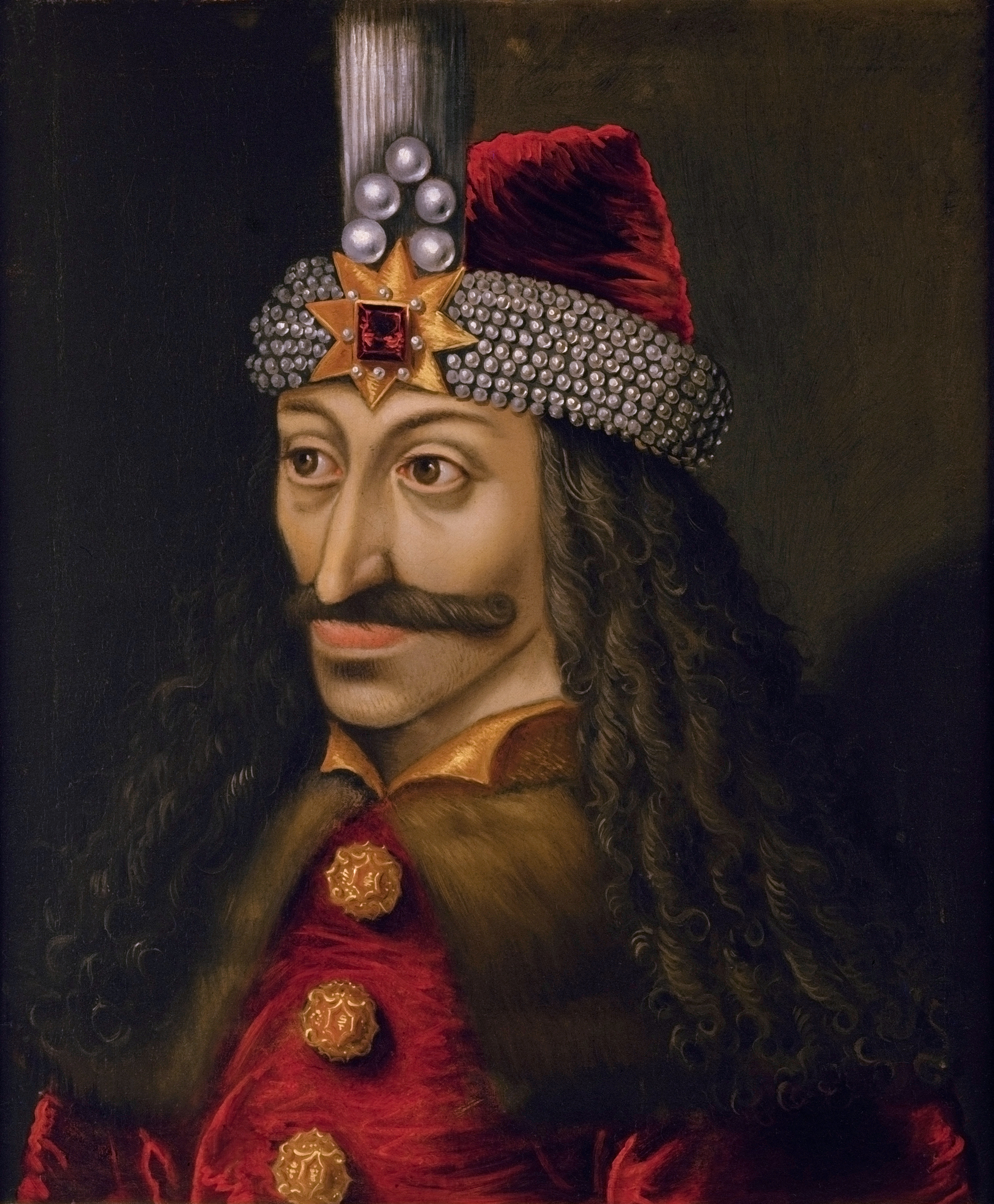
Vlad III, mais comumente conhecido como Vlad, o Empalador

Muitas figuras foram sugeridas como inspirações para o Conde Drácula, mas não há consenso. Em sua biografia de Stoker de 1962, Harry Ludlam sugeriu que Ármin Vámbéry, professor da Universidade de Budapeste, forneceu a Stoker informações sobre Vlad Drăculea, comumente conhecido como Vlad, o Empalador. Os professores Raymond T. McNally e Radu Florescu popularizaram a ideia em seu livro de 1972, In Search of Dracula. Benjamin H. LeBlanc escreve que há uma referência dentro do texto para Vámbéry, um "Arminius, da Universidade Buda-Pesh", que conhece o histórico Vlad III e é amigo de Abraham Van Helsing, mas uma investigação por McNally e Florescu não encontraram nada sobre "Vlad, Drácula, ou vampiros" nos artigos publicados de Vámbéry, nem nas notas de Stoker sobre seu encontro com Vámbéry. A acadêmica e estudiosa de Drácula Elizabeth Miller chama o link para Vlad III de "tênue", indicando que Stoker incorporou uma grande quantidade de "detalhes insignificantes" de sua pesquisa e perguntando retoricamente por que ele omitiu a crueldade infame de Vlad III.
Dracula Was A Woman (1983), de Raymond McNally, sugere outra figura histórica como inspiração: Elizabeth Báthory. McNally argumenta que a imagem de Drácula tem análogos nos crimes descritos por Báthory, como o uso de uma jaula parecida com uma dama de ferro. A crítica e conferencista gótica Marie Mulvey-Roberts escreve que os vampiros eram tradicionalmente descritos como "revenants em decomposição, que se arrastavam pelos cemitérios", mas—como Báthory—Drácula usa sangue para restaurar sua juventude. Estudos recentes questionam se os crimes de Báthory foram exagerados por seus oponentes políticos, com outros observando que muito pouco se sabe concretamente sobre sua vida. Um livro que Stoker usou para pesquisa, The Book of Were-Wolves, tem algumas informações sobre Báthory, mas Miller escreve que ele nunca fez anotações sobre nada da pequena seção dedicada a ela. Em uma edição fac-símile das notas originais de Bram Stoker para o livro, Miller e seu co-autor Robert Eighteen-Bisang dizem em uma nota de rodapé que não há evidências de que ela tenha inspirado Stoker. Em 2000, o estudo do livro de Miller, Dracula: Sense and Nonsense, foi dito pelo acadêmico Noel Chevalier para corrigir "não apenas os principais estudiosos de Drácula, mas não especialistas e documentários populares de cinema e televisão".
Além do histórico, o Conde Drácula também tem progenitores literários. A acadêmica Elizabeth Signorotti argumenta que Drácula é uma resposta à vampira lésbica de Carmilla (1872), de Sheridan Le Fanu, "corrigindo" sua ênfase no desejo feminino. O sobrinho-neto de Bram Stoker, o radialista Daniel Farson, escreveu uma biografia do autor; nele, ele duvida que Stoker estivesse ciente dos elementos lésbicos de Carmilla, mas mesmo assim observa que isso o influenciou profundamente. Farson escreve que uma inscrição em uma tumba em Drácula é uma alusão direta para Carmilla. A estudiosa Alison Milbank observa que, assim como Drácula pode se transformar em cachorro, Carmilla pode se tornar um gato. De acordo com o autor Patrick McGrath, "vestígios de Carmilla" podem ser encontrados nas três vampiras que residem no castelo de Drácula. Um conto escrito por Stoker e publicado após sua morte, "Dracula's Guest", tem sido visto como evidência da influência de Carmilla. De acordo com Milbank, a história foi um primeiro capítulo deletado do início do manuscrito original e replica o cenário da Estíria de Carmilla em vez da Transilvânia.
Em adição ao folclore da Transilvânia, alguns elementos do folclore da Irlanda têm sido propostos como possíveis influências sobre Stoker. Bob Curran, professor de História e Folclore Celta na Universidade de Ulster, Coleraine, sugeriu no jornal revisado por pares historiadores History Ireland que Stoker pode ter tirado alguma inspiração para Drácula no vampiro irlandês Abhartach.

## História textual

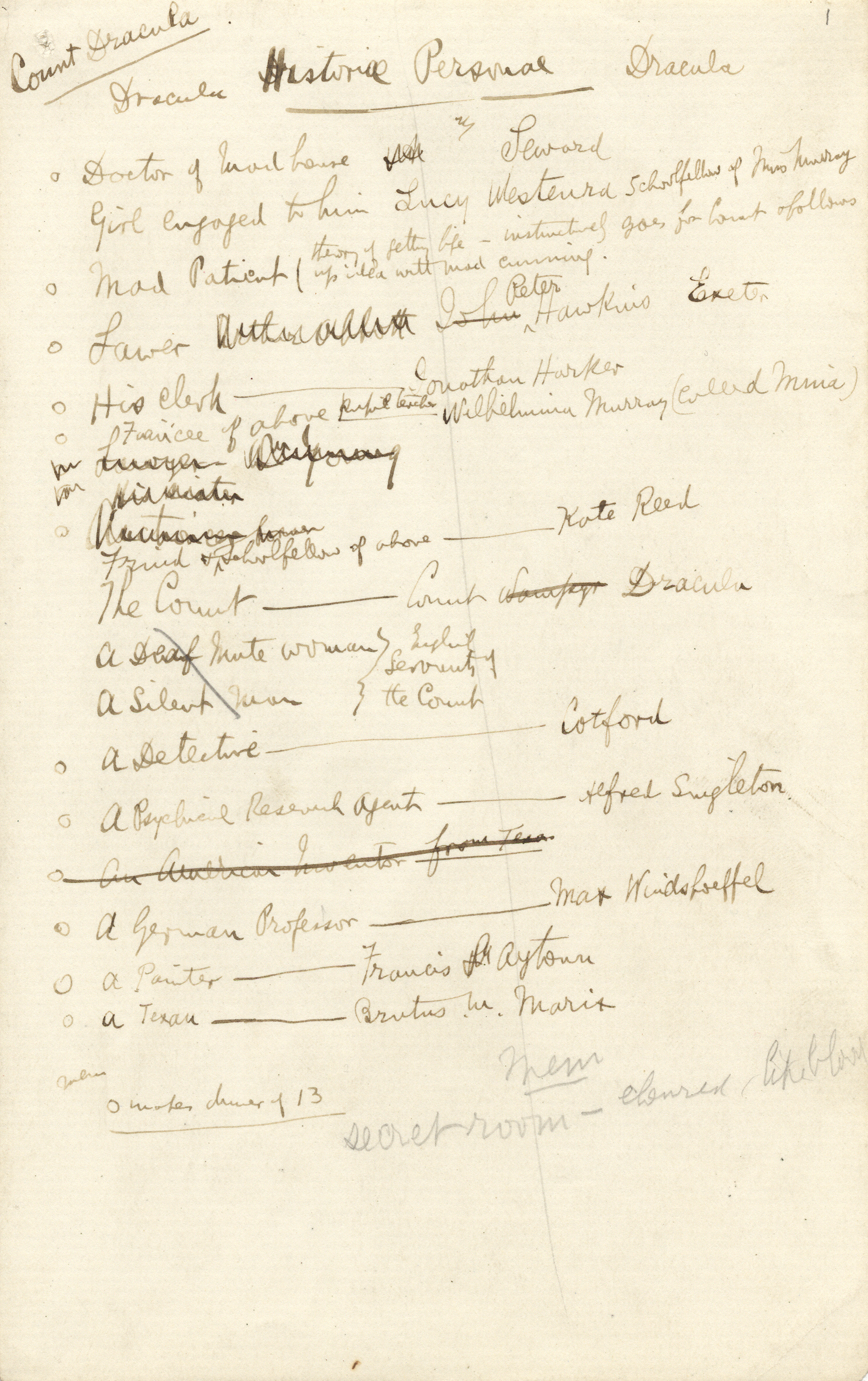
Notas manuscritas de Stoker sobre os personagens do romance

### Composição
Antes de escrever o romance, Stoker pesquisou extensivamente, reunindo mais de 100 páginas de notas, incluindo resumos de capítulos e esboços de enredo. As notas foram vendidas pela viúva de Bram Stoker, Florence, em 1913, para um livreiro de Nova York por £2. 2s, (equivalente a UK£ 208 em 2019). Depois disso, as notas tornaram-se propriedade de Charles Scribner's Sons, e então desapareceram até serem compradas pelo Museu e Biblioteca Rosenbach na Filadélfia em 1970. H. P. Lovecraft escreveu que conhecia "uma velha senhora" que foi abordada para revisar o manuscrito original, mas que Stoker a achou muito cara. O primeiro biógrafo de Stoker, Harry Ludlam, escreveu em 1962 que a escrita de Drácula começou por volta de 1895 ou 1896. Seguindo a redescoberta das notas de Stoker em 1972 por Raymond T. McNally e Radu Florescu, os dois dataram a escrita de Drácula entre 1895 e 1897. A bolsa de estudos posterior questionou esses conjuntos de datas. No primeiro estudo extensivo das notas, Joseph S. Bierman escreve que a data mais antiga dentro delas é 8 de março de 1890, para um esboço de um capítulo que "difere da versão final em apenas alguns detalhes". De acordo com Bierman, Stoker sempre teve a intenção de escrever um romance epistolar, mas com um cenário original da Estíria em vez da Transilvânia; esta iteração não usou explicitamente a palavra vampiro. Por dois verões, Stoker e sua família ficaram no Kilmarnock Arms Hotel em Cruden Bay, Escócia, enquanto ele escrevia ativamente Drácula.
As notas de Stoker esclarecem muito sobre as iterações anteriores do romance. Por exemplo, eles indicam que o vampiro do romance pretendia ser um conde, mesmo antes de receber o nome de Drácula. Stoker provavelmente encontrou o nome Drácula na biblioteca pública de Whitby enquanto passava férias lá com sua esposa e filho em 1880. Sobre o nome, Stoker escreveu: "Drácula significa diabo. Os valáquios estavam acostumados a dar-lhe como sobrenome qualquer pessoa que se destacasse pela coragem, ações cruéis ou astúcia". Os planos iniciais de Stoker para Drácula diferem marcadamente do romance final. Se Stoker tivesse completado seus planos originais, um professor alemão chamado Max Windshoeffel "teria confrontado o Conde Wampyr da Estíria", e um dos membros da Tripulação da Luz teria sido morto por um lobisomem. As primeiras notas de Stoker indicam que Drácula pode ter sido originalmente planejado para ser uma história de detetive, com um detetive chamado Cotford e um investigador psíquico chamado Singleton.

### Publicação

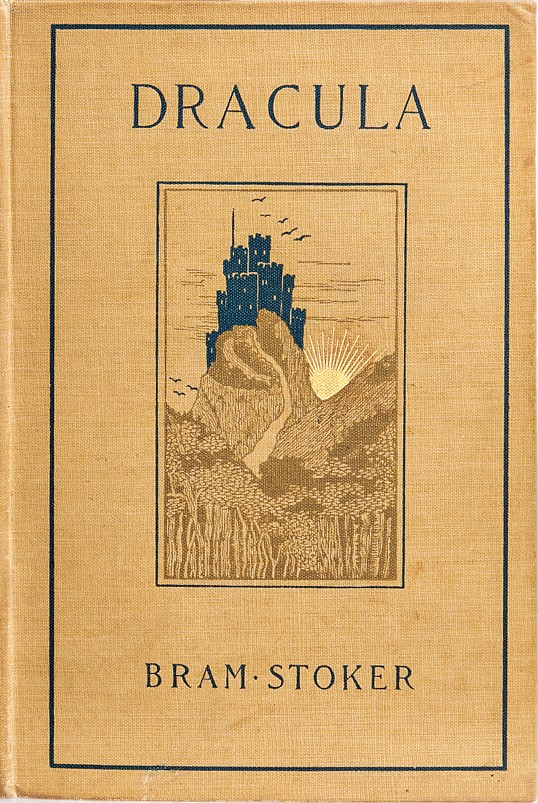
A primeira edição americana de 1899, Doubleday & McClure, Nova Iorque

Drácula foi publicado em Londres em maio de 1897 pela Archibald Constable and Company. Custou 6 xelins, e foi encadernado em tecido amarelo e intitulado em letras vermelhas. Em 2002, Barbara Belford, uma biógrafa, escreveu que o romance parecia "ruim", talvez porque o título tivesse sido alterado em um estágio tardio. Segundo Dacre Stoker, sobrinho-bisneto de Bram Stoker, a escolha da capa amarela não foi aleatória. Em entrevista, ele explica que, na Inglaterra Vitoriana, a cor amarela evocava a ideia de decomposição, degeneração e crimes, sendo associada a temas como roubo de túmulos e morte — elementos centrais da atmosfera gótica da obra. Embora os contratos fossem tipicamente assinados pelo menos 6 meses antes da publicação, o de Drácula era incomumente assinado apenas 6 dias antes da publicação. Para as primeiras mil vendas do romance, Stoker não ganhou royalties. Após a serialização por jornais americanos, Doubleday & McClure publicou uma edição americana em 1899. Na década de 1930, quando a Universal Studios comprou os direitos para fazer uma versão cinematográfica, descobriu-se que Stoker não havia cumprido totalmente a lei de direitos autorais dos EUA, colocando o romance em domínio público. O romancista foi obrigado a comprar os direitos autorais e registrar duas cópias, mas registrou apenas uma. Charlotte Stoker, mãe de Bram, elogiou o romance ao autor, prevendo que lhe traria imenso sucesso financeiro; ela estava errada. O romance, embora bem revisado, não rendeu muito dinheiro a Stoker e não cimentou seu legado crítico até depois de sua morte. Desde sua publicação, Drácula nunca saiu de catálogo.
Em 1901, Drácula foi traduzido para o islandês por Valdimar Ásmundsson sob o título Makt Myrkranna (Poderes das Trevas) com um prefácio escrito por Stoker. No prefácio, Stoker escreve que os eventos contidos no romance são verdadeiros e que "por razões óbvias" ele mudou os nomes de lugares e pessoas. Embora os estudiosos estivessem cientes da existência da tradução desde a década de 1980 por causa do prefácio de Stoker, nenhum havia pensado em traduzi-la de volta para o inglês. Makt Myrkranna difere significativamente do romance de Stoker. Os nomes dos personagens foram alterados, o comprimento foi abreviado e era mais abertamente sexual do que o original. O estudioso holandês Hans Corneel de Roos comparou a tradução favoravelmente à de Stoker, escrevendo que onde Drácula serpenteava, a tradução era concisa e enérgica. Desde então, descobriu-se que a versão islandesa é baseada em uma versão sueca anterior com o mesmo título (em sueco:  Mörkrets makter), publicado originalmente em folhetim no jornal Dagen de 1899 a 1900 e creditado apenas para Bram Stoker e um ainda não identificado "A—e." A versão sueca original é uma variante muito mais longa da versão islandesa e quase o dobro do texto padrão de Drácula publicado em 1897.

## Temas principais

### Gênero e sexualidade
Análises acadêmicas de Drácula como sexualmente carregado tornaram-se tão frequentes que uma indústria caseira se desenvolveu em torno do assunto. Sexualidade e sedução são dois dos temas mais discutidos do romance, especialmente no que se refere à corrupção da feminilidade inglesa. Os escritos críticos modernos sobre o vampirismo reconhecem amplamente sua ligação com sexo e sexualidade. O próprio Bram Stoker era possivelmente homossexual; Talia Schaffer aponta para cartas intensamente homoeróticas enviadas por ele ao poeta americano Walt Whitman. Stoker começou a escrever o romance um mês após a prisão de seu amigo Oscar Wilde por homossexualidade.
Os personagens do romance costumam representar a sexualidade transgressora por meio da atuação de seus gêneros. A principal ameaça sexual representada pelo Conde Drácula é, escreve Christopher Craft, que ele "seduzirá, penetrará, [e] drenará outro homem", com a excitação de Jonathan Harker sobre ser penetrado por três mulheres vampiras servindo como máscara e procuração por seu desejo homossexual. Sua empolgação também inverte os papéis de gênero vitorianos padrão; ao sucumbir às mulheres vampiras, Harker assume o papel tradicionalmente feminino de passividade sexual, enquanto as mulheres vampiras assumem o papel masculinizado de atuação. A depravação sexual e a agressão eram entendidas pelos vitorianos como domínio exclusivo dos homens vitorianos, enquanto se esperava que as mulheres se submetessem aos desejos sexuais de seus maridos. O desejo de Harker de se submeter e a origem da cena como um sonho que Stoker teve, destaca a divisão entre as expectativas da sociedade e as realidades vividas por homens que queriam mais liberdade em suas vidas sexuais. Na versão britânica do texto, Harker ouve as três mulheres vampiras sussurrando em sua porta, e Drácula diz para elas que podem se alimentar dele amanhã à noite. Na versão americana, Drácula insinua que estará se alimentando de Harker naquela noite: "Esta noite é minha! Amanhã é sua!" Nina Auerbach e David J. Skal, na Norton Critical Edition do texto, postulam que Stoker pensou que a linha tornaria o romance impublicável na Inglaterra de 1897, e que "a América que produziu seu herói Walt Whitman teria sido mais tolerante com os homens alimentando-se de homens".
A representação das mulheres no romance continua a dividir os críticos. Elaine Showalter escreve que Lucy Westenra e Mina Harker representam diferentes aspectos da Nova Mulher. De acordo com Showalter, Lucy representa a "ousadia sexual" da Nova Mulher, evidenciada por como ela se pergunta por que uma mulher não pode se casar com três homens se todos a desejam. Mina, por sua vez, representa as "ambições intelectuais" da Nova Mulher, citando sua ocupação como professora, sua mente aguçada e seu conhecimento de taquigrafia. Carol A. Senf escreve que Stoker era ambivalente sobre o fenômeno da Nova Mulher. Dos cinco vampiros do romance, quatro são mulheres, e todas são agressivas, "descontroladamente eróticas" e movidas apenas por sua sede de sangue. Mina Harker, por sua vez, serve como a antítese das outras personagens femininas e desempenha um papel singularmente importante na derrota de Drácula. Por outro lado, Judith Wasserman argumenta que a luta para derrotar Drácula é realmente uma batalha pelo controle sobre os corpos das mulheres. Senf aponta que o despertar sexual de Lucy e sua inversão de papéis sexuais baseados em gênero é o que Abraham Van Helsing considera uma ameaça.

### Raça
Drácula, e especificamente a migração do Conde para a Inglaterra vitoriana, é frequentemente lido como emblemático da literatura de invasão, e uma projeção de medos sobre a poluição racial. Vários estudiosos indicaram que a versão do mito do vampiro de Drácula participa de estereótipos antissemitas. Jules Zanger liga o retrato do vampiro no romance à imigração de judeus da Europa Oriental para a Inglaterra do fin de siècle. Entre 1881 e 1900, o número de judeus vivendo na Inglaterra aumentou seis vezes por causa de pogroms e leis antissemitas em outros lugares. Jack Halberstam fornece uma lista das associações de Drácula com concepções antissemitas do povo judeu: sua aparência, riqueza, sede de sangue parasitária e "falta de fidelidade" para um país. Em termos de sua aparência, Halberstam observa a semelhança de Drácula com outros judeus fictícios; por exemplo, suas unhas longas e afiadas são comparadas às de Fagin em Oliver Twist de Charles Dickens (1838), e Svengali de Trilby de George du Maurier (1895), que é descrito como animalesco e magro.
A representação do romance de eslovacos e ciganos atraiu alguma atenção acadêmica, embora limitada. Peter Arnds escreveu que o controle do Conde sobre os ciganos e seu rapto de crianças evoca superstições populares reais sobre ciganos roubando crianças, e que sua capacidade de se transformar em lobo também está relacionada a crenças xenófobas sobre os ciganos como animalescos. Embora vagantes de todos os tipos fossem associados a animais, os ciganos foram vítimas de perseguição na Europa devido à crença de que gostavam de "carne impura" e viviam entre animais. A descrição de Stoker dos eslovacos se baseia fortemente em um livro de memórias de viagem de um major britânico. Ao contrário da descrição do major, a descrição de Harker é abertamente imperialista, rotulando as pessoas como "bárbaros" e seus barcos como "primitivos", enfatizando sua inferioridade cultural percebida.
Stephen Arata descreve o romance como um caso de "colonização reversa"; isto é, um medo do não-branco invadir a Inglaterra e enfraquecer sua pureza racial. Arata descreve o contexto cultural do romance de crescente ansiedade na Grã-Bretanha sobre o declínio do Império Britânico, a ascensão de outras potências mundiais e um "crescente desconforto doméstico" sobre a moralidade da colonização imperial. Manifestando-se também em outras obras além do romance de Stoker, as narrativas de colonização reversa indicam um medo do mundo "civilizado" ser invadido pelo "primitivo". O que Drácula faz aos corpos humanos não é horrível simplesmente porque os mata, mas porque os transforma no Outro racial. Monika Tomaszewska associa o status de Drácula como o Outro racial com sua caracterização como um criminoso degenerado. Ela explica que, na época da composição e publicação do romance, o "ameaçador degenerado era comumente identificado como o Outro racial, o intruso alienígena que invade o país para perturbar a ordem doméstica e enfraquecer a raça anfitriã".

### Doença
A representação do vampirismo no romance foi discutida como simbolizando as ansiedades vitorianas sobre a doença. O tema é discutido com muito menos frequência do que outros porque é discutido ao lado de outros tópicos e não como o objeto central da discussão. Por exemplo, alguns conectam sua representação de doença com raça. Jack Halberstam aponta para uma cena em que um trabalhador inglês diz que o odor repugnante da casa do Conde Drácula em Londres cheira a Jerusalém, tornando-o um "cheiro judaico". Os judeus eram frequentemente descritos, na literatura vitoriana, como parasitas; Halberstam destaca um medo particular de que os judeus espalhem doenças do sangue e a descrição de um jornalista dos judeus como "sugadores de sangue iídiche". Em contraste, Mathias Clasen escreve paralelos entre o vampirismo e as doenças sexualmente transmissíveis, especificamente a sífilis. Martin Willis, um pesquisador focado na interseção de literatura e doença, argumenta que a caracterização do vampirismo no romance o torna tanto a infecção inicial quanto a doença resultante.

## Estilo

### Narrativa
Como um romance epistolar, Drácula é narrado através de uma série de documentos. Os primeiros quatro capítulos do romance estão relacionados como os diários de Jonathan Harker. O estudioso David Seed observa que os relatos de Harker funcionam como uma tentativa de translocar os eventos "estranhos" de sua visita ao castelo de Drácula para a tradição de escrever diários de viagem do século dezenove. John Seward, Mina Murray e Jonathan Harker mantêm um relato cristalino do período como um ato de autopreservação; David Seed observa que a narrativa de Harker é escrita em taquigrafia para permanecer inescrutável para o Conde, protegendo sua própria identidade, que Drácula ameaça destruir. O diário de Harker, por exemplo, incorpora a única vantagem durante sua estada no castelo de Drácula: que ele sabe mais do que o Conde pensa que sabe. Os relatos díspares do romance aproximam-se de uma espécie de unidade narrativa à medida que a narrativa se desenrola. Na primeira metade do romance, cada narrador tem uma voz narrativa fortemente caracterizada, com Lucy mostrando sua verbosidade, a formalidade profissional de Seward e a polidez excessiva de Harker. Esses estilos narrativos também destacam a luta pelo poder entre o vampiro e seus caçadores; a crescente proeminência do inglês quebrado de Van Helsing enquanto Drácula ganha poder representa a entrada do estrangeiro na sociedade vitoriana.

### Gênero
Drácula é um texto de referência comum em discussões de ficção gótica. Jerrold E. Hogle observa a tendência da ficção gótica de confundir fronteiras, apontando para orientação sexual, raça, classe e até espécie. Relacionando isso com Drácula, ele destaca que o Conde "pode vomitar sangue de seus peitorais", além de seus dentes; que ele é atraído por Jonathan Harker e Mina Murray; parece racialmente ocidental e oriental; e como ele é um aristocrata capaz de se misturar com vagantes sem-teto. Stoker extraiu extensivamente do folclore na elaboração do Conde Drácula, mas muitos dos atributos físicos do Conde eram típicos dos vilões góticos durante a vida de Stoker. Em particular, seu nariz adunco, pele pálida, bigode grande e sobrancelhas grossas provavelmente foram inspirados pelos vilões da ficção gótica. Da mesma forma, a seleção da Transilvânia por Stoker tem raízes no gótico. Escritores do modo foram atraídos para a Europa Oriental como cenário porque os relatos de viagem a apresentavam como uma terra de superstições primitivas. Drácula desvia-se dos contos góticos anteriores, estabelecendo firmemente seu tempo—que é a era moderna. O romance é um exemplo do subgênero gótico urbano.
Drácula tornou-se objeto de interesse crítico na ficção irlandesa durante o início dos anos 1990. Drácula se passa em grande parte na Inglaterra, mas Stoker nasceu na Irlanda, que na época fazia parte do Império Britânico, e viveu lá nos primeiros 30 anos de sua vida. Como resultado, existe um corpo significativo de escritos sobre Drácula, Irlanda, Inglaterra e colonialismo. Calvin W. Keogh escreve que a viagem de Harker na Europa Oriental "tem comparação com a franja celta a oeste", destacando ambos como espaços "outros". Keogh observa que a Questão Oriental tem sido simbolicamente e historicamente associada à Questão irlandesa. Nesta leitura, a Transilvânia funciona como um substituto para a Irlanda. Vários críticos descreveram o Conde Drácula como um senhorio anglo-irlandês.

## Recepção
Diz-se da Sra. Radcliffe que, ao escrever seus romances agora quase esquecidos, ela se trancou em absoluto isolamento e se alimentou de carne crua, a fim de dar a seu trabalho a desejada atmosfera de tristeza, tragédia e terror. Se não se tivesse certeza do contrário, poderia muito bem supor que um método e regime semelhantes foram adotados pelo Sr. Bram Stoker enquanto escrevia seu novo romance Drácula.

The Daily Mail, 1 de junho de 1897
Após a publicação, Drácula foi bem recebido. Os revisores frequentemente comparavam o romance com outros escritores góticos, e as menções do romancista Wilkie Collins e The Woman in White (1859) eram especialmente comuns devido às semelhanças na estrutura e no estilo. Uma revisão que aparece no The Bookseller observa que o romance quase poderia ter sido escrito por Collins, e uma revisão anônima na Saturday Review of Politics, Literature, Science and Art escreveu que Drácula melhorou o estilo da pioneira gótica Ann Radcliffe. Outro escritor anônimo descreveu Stoker como "o Edgar Allan Poe dos anos noventa". Outras comparações favoráveis com outros romancistas góticos incluem as irmãs Brontë e Mary Shelley.
Muitas dessas primeiras críticas ficaram encantadas com o tratamento único de Stoker ao mito do vampiro. Um chamou de a melhor história de vampiros já escrita. O revisor do Daily Telegraph observou que enquanto obras góticas anteriores, como O Castelo de Otranto, mantinham o sobrenatural longe dos países de origem dos romancistas, os horrores de Drácula ocorreram tanto em terras estrangeiras—nas distantes montanhas dos Cárpatos—quanto em casa, em Whitby e Hampstead Heath. Um jornal australiano, The Advertiser, considerou o romance simultaneamente sensacional e doméstico. Um revisor elogiou o "poder considerável" da prosa de Stoker e a descreveu como impressionista. Eles gostavam menos das partes ambientadas na Inglaterra, achando o vampiro mais adequado para contos ambientados longe de casa. A revista britânica Vanity Fair observou que o romance era, às vezes, involuntariamente engraçado, apontando para o desdém de Drácula pelo alho.
Drácula foi amplamente considerado assustador. Uma revisão publicada no The Manchester Guardian em 1897 elogiou sua capacidade de entreter, mas concluiu que Stoker errou ao incluir tanto horror. Da mesma forma, Vanity Fair opinou que o romance era "louvável" e absorvente, mas não poderia recomendá-lo para aqueles que não eram "fortes". A prosa de Stoker foi elogiada como eficaz em sustentar o horror do romance por muitas publicações. Um revisor para o San Francisco Wave chamou o romance de "fracasso literário"; eles elaboraram que acoplar vampiros com imagens assustadoras, tais como manicômios e "apetites não naturais", tornava o horror muito evidente, e que outros trabalhos do gênero, como Strange Case of Dr Jekyll and Mr Hyde, tinham mais moderação.
Os críticos modernos frequentemente escrevem que Drácula teve uma recepção crítica mista após a publicação. Carol Margaret Davison, por exemplo, observa uma resposta "desigual" dos críticos contemporâneos de Stoker. John Edgar Browning, um estudioso cuja pesquisa se concentra em Drácula e vampiros literários, conduziu uma revisão das primeiras críticas do romance em 2012 e determinou que Drácula havia sido "um romance aclamado pela crítica". Browning escreve que o equívoco da recepção mista de Drácula deriva de um tamanho de amostra baixo. Das 91 críticas contemporâneas, Browning identificou 10 como "geralmente positivas"; 4 como "mistas" em sua avaliação; 3 como "total ou principalmente negativas"; e o resto como positivo e sem reservas negativas. Entre as críticas positivas, Browning escreve que 36 foram sem reservas em seus elogios, incluindo publicações como The Daily Mail, The Daily Telegraph e Lloyd's Weekly Newspaper. Outros trabalhos críticos rejeitaram a narrativa da resposta mista de Drácula. In Search of Dracula, de Raymond T. McNally e Radu Florescu, menciona o "sucesso imediato" do romance. Outros trabalhos sobre Drácula, coincidentemente também publicados em 1972, coincidem; Gabriel Ronay diz que o romance foi "reconhecido por fãs e críticos como um golpe de gênio de um escritor de terror", e Anthony Masters menciona o "enorme apelo popular" do romance. Desde a década de 1970, Drácula tem sido objeto de interesse acadêmico significativo, evidenciado por seu próprio periódico revisado por pares e pelos numerosos livros e artigos que discutem o romance.

## Legado

### Adaptações

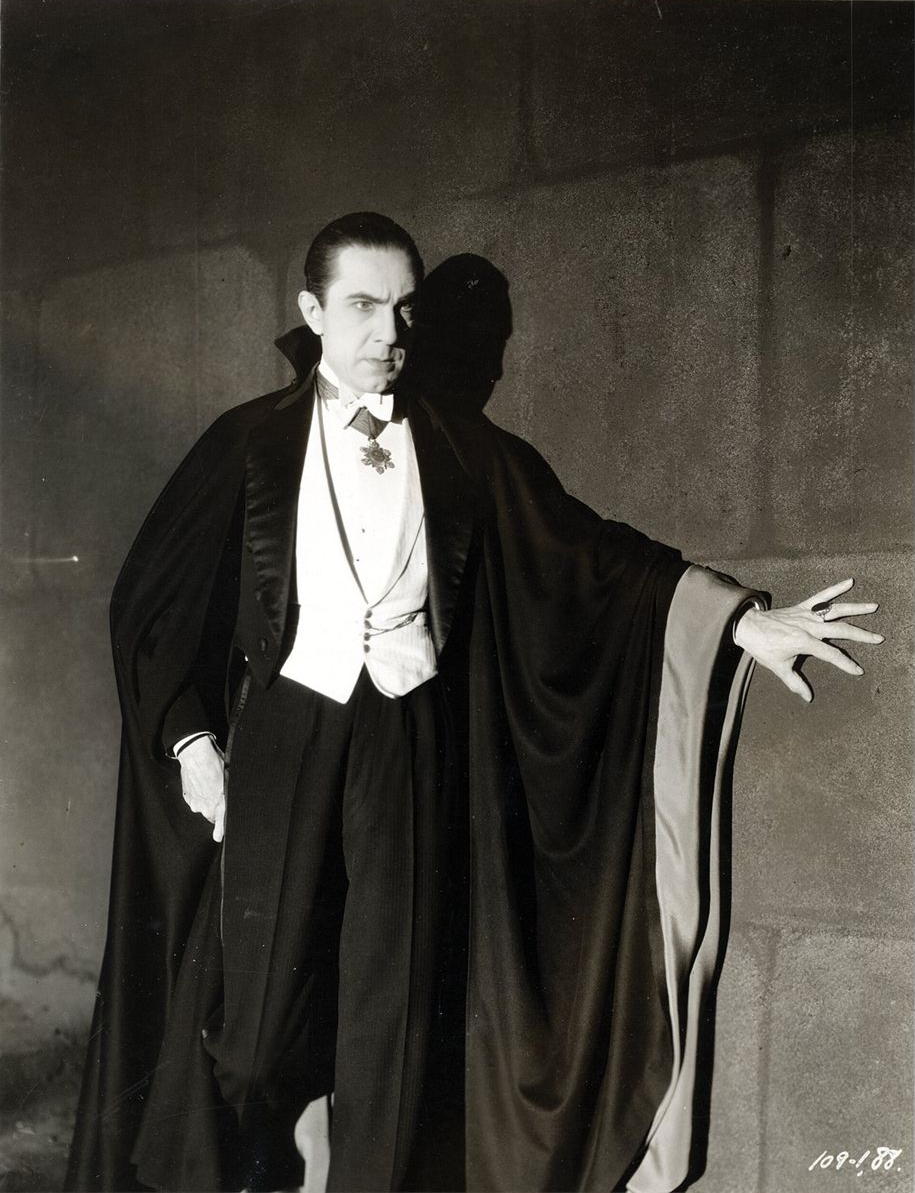
Bela Lugosi como Conde Drácula no filme de 1931 Drácula

A história de Drácula tem sido a base para vários filmes e peças de teatro. O próprio Stoker escreveu a primeira adaptação teatral, que foi apresentada no Lyceum Theatre em 18 de maio de 1897 sob o título Dracula, or The Undead pouco antes da publicação do romance e realizada apenas uma vez, a fim de estabelecer seus próprios direitos autorais para tais adaptações. Embora se acreditasse que o manuscrito estava perdido, a British Library possui uma cópia. Consiste em extratos da prova de galé do romance com a própria caligrafia de Stoker fornecendo direção e atribuição de diálogo.
O primeiro filme a apresentar o Conde Drácula foi Drakula halála (A Morte de Drácula), de Károly Lajthay, um filme mudo húngaro que supostamente estreou em 1921, embora esta data de lançamento tenha sido questionada por alguns estudiosos. Muito pouco do filme sobreviveu, e David J. Skal observa que o artista da capa da edição húngara de 1926 do romance foi mais influenciado pela segunda adaptação de Drácula, Nosferatu de F. W. Murnau. O crítico Wayne E. Hensley escreve que a narrativa de Nosferatu difere significativamente do romance, mas que os personagens têm contrapartes claras. A viúva de Bram Stoker, Florence, iniciou uma ação legal contra o estúdio de cinema por trás de Nosferatu, Prana. O processo judicial durou dois ou três anos, e em maio de 1924, Prana concordou em destruir todas as cópias do filme.

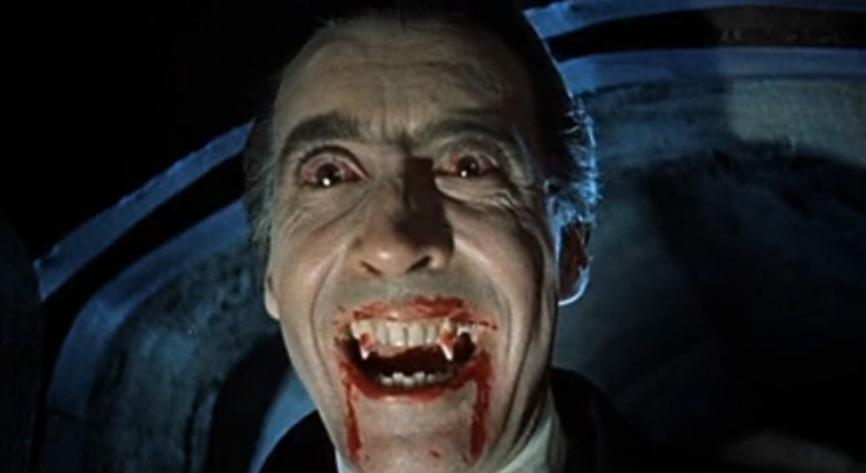
Christopher Lee como o personagem-título em Drácula (1958)

As representações visuais do Conde mudaram significativamente ao longo do tempo. Os primeiros tratamentos da aparência de Drácula foram estabelecidos por produções teatrais em Londres e Nova York. Mais tarde, retratos proeminentes do personagem por Béla Lugosi (em uma adaptação de 1931) e Christopher Lee (primeiro no filme de 1958 e depois em suas sequências) construídos em versões anteriores. Principalmente, o estilo visual inicial de Drácula envolvia um esquema de cores preto-vermelho e cabelos penteados para trás. O retrato de Lee foi abertamente sexual e também popularizou as presas na tela. A interpretação de Gary Oldman em Drácula de Bram Stoker (1992), dirigido por Francis Ford Coppola e fantasiado por Eiko Ishioka, estabeleceu um novo visual padrão para o personagem—um sotaque romeno e cabelo comprido. A variedade de adaptações apresenta muitas disposições e características diferentes do Conde.
Drácula foi adaptado um grande número de vezes em praticamente todas as formas de mídia. John Edgar Browning e Caroline Joan S. Picart escrevem que o romance e seus personagens foram adaptados para cinema, televisão, videogames e animação mais de 700 vezes, com quase 1000 aparições adicionais em quadrinhos e no palco. Roberto Fernández Retamar considerou o Conde Drácula—junto com personagens tais como o monstro de Frankenstein, Mickey Mouse e Superman—para serem uma parte da "forragem cinematográfica hegemônica do mundo anglo-saxão". Em todo o mundo, novas adaptações concluídas podem ser produzidas com a frequência semanal.

### Influência
Drácula não foi a primeira peça de literatura a retratar vampiros, mas o romance, no entanto, passou a dominar os tratamentos populares e acadêmicos da ficção de vampiro. Conde Drácula é o primeiro personagem que vem à mente quando as pessoas discutem vampiros. Drácula conseguiu reunir folclore, lenda, ficção vampírica e as convenções do romance gótico. Wendy Doniger descreveu o romance como "peça central da literatura vampírica, tornando todos os outros vampiros BS ou AS". Isso moldou profundamente a compreensão popular de como os vampiros funcionam, incluindo seus pontos fortes, fracos e outras características. Os morcegos foram associados a vampiros antes de Drácula como resultado da existência do morcego-vampiro—por exemplo, Varney the Vampire (1847) incluiu uma imagem de um morcego na ilustração da capa. Mas Stoker aprofundou a associação, tornando Drácula capaz de se transformar em um. Isso, por sua vez, foi rapidamente adotado pelos estúdios de cinema em busca de oportunidades para usar efeitos especiais. Patrick McGrath observa que muitas das características do Conde foram adotadas por artistas que sucederam Stoker na representação de vampiros, transformando esses acessórios em clichês. Além da habilidade do Conde de se transformar, McGrath destaca especificamente seu ódio por alho, luz solar e crucifixos. William Hughes escreve criticamente sobre a onipresença cultural do Conde, observando que o personagem de Drácula "inibiu seriamente" as discussões sobre os mortos-vivos na ficção gótica.
Adaptações do romance e seus personagens contribuíram para sua popularidade duradoura. Mesmo dentro de discussões acadêmicas, os limites entre o romance de Stoker e a adaptação do personagem em uma variedade de mídias foram efetivamente borrados. Dacre Stoker sugere que a falha de Stoker em cumprir a lei de direitos autorais dos Estados Unidos contribuiu para seu status duradouro, escrevendo que escritores e produtores não precisavam pagar uma taxa de licença para usar o personagem.

### Livros
- Arnds, Peter (2015). «Gypsies and Jews as Wolves in Realist Fiction». Lycanthropy in German Literature. Londres: Palgrave Macmillan. pp. 69–96. ISBN 978-1-137-54163-5. doi:10.1057/9781137541635_5
- Bauman, Zygmunt (1991). Modernity and the Holocaust. Cambridge, MA: Polity Press. ISBN 978-0-745-63809-6
- Belford, Barbra (2002). Bram Stoker and The Man Who Was Dracula. Londres: Hachette Books. ISBN 0-306-81098-0
- Beresford, Mathew (2008). From Demons to Dracula: The Creation of the Modern Vampire Myth. Londres: Reaktion. ISBN 978-1-86189-742-8. OCLC 647920291
- Bordin, Ruth Birgitta Anderson (1993). Alice Freeman Palmer: The Evolution of a New Woman. [S.l.]: University of Michigan Press. ISBN 9780472103928
- Browning, John Edgar (2012). Bram Stoker's Dracula: The Critical Feast. [S.l.]: Apocryphile Press. ISBN 978-1-937002-21-3
- Browning, John Edgar; Picart, Caroline Joan, eds. (2011). Dracula in Visual Media: Film, Television, Comic Book and Electronic Game Appearances, 1921–2010. Jefferson, N.C.: McFarland & Co. ISBN 978-0-7864-3365-0. OCLC 664519546
  - Stoker, Dacre (2011). «Foreword». In:  Browning, John Edgar; Picart, Caroline Joan. Dracula in Visual Media: Film, Television, Comic Book and Electronic Game Appearances, 1921–2010. Jefferson, N.C.: McFarland & Co. ISBN 978-0-7864-3365-0. OCLC 664519546
  - Skal, David J. (2011). «Introduction—Dracula: Undead and Unseen». In:  Browning, John Edgar; Picart, Caroline Joan. Dracula in Visual Media: Film, Television, Comic Book and Electronic Game Appearances, 1921–2010. Jefferson, North Carolina: McFarland & Co. ISBN 978-0-7864-3365-0. OCLC 664519546
- Dalby, Richard (1986). «Bram Stoker». In:  Sullivan, Jack. The Penguin Encyclopedia of Horror and the Supernatural. New York City: Viking Press. pp. 404–406. ISBN 9780670809028
- Davison, Carol Margaret (1997). «Introduction». In:  Davison, Carol Margaret. Bram Stoker's Dracula: Sucking through the Century, 1897–1997. Toronto: Dundurn Press. ISBN 978-1-55488-105-5. OCLC 244770292
  - Davison, Carol Margaret (1997). «Blood Brothers: Dracula and Jack the Ripper». In:  Davison, Carol Margaret. Bram Stoker's Dracula: Sucking through the Century, 1897–1997. Toronto: Dundurn Press. ISBN 978-1-55488-105-5. OCLC 244770292
- Eighteen-Bisang, Robert; Miller, Elizabeth, eds. (2008). Bram Stoker's Notes for Dracula: A Facsimile Edition. Jefferson: McFarland & Co. Pub. ISBN 978-0-7864-5186-9. OCLC 335291872
  - Barsanti, Michael (2008). «Foreword». In:  Eighteen-Bisang, Robert; Miller, Elizabeth. Bram Stoker's Notes for Dracula: A Facsimile Edition. Jefferson: McFarland & Co. Pub. ISBN 978-0-7864-5186-9. OCLC 335291872
- Farson, Daniel (1975). The Man Who Wrote Dracula: A Biography of Bram Stoker. Londres: Michael Joseph. ISBN 0-7181-1098-6. OCLC 1989574
- Glover, David (1996). Vampires, Mummies, and Liberals: Bram Stoker and the Politics of Popular Fiction (em inglês). [S.l.]: Duke University Press. ISBN 978-0-8223-1798-2
- Hogle, Jerrold E. (2002). «Introduction». The Cambridge Companion to Gothic Fiction. Cambridge: Cambridge University Press
- Hopkins, Lisa (2007). Bram Stoker: A Literary Life. Basingstoke: Palgrave Macmillan. ISBN 978-1-4039-4647-8. OCLC 70335483
- Houston, Gail Turley (2005). From Dickens to Dracula: Gothic, Economics, and Victorian Fiction. Cambridge, UK: Cambridge University Press. ISBN 0-511-12624-7. OCLC 61394818
- Hughes, William; Smith, Andrew, eds. (1998). Bram Stoker: History, Psychoanalysis and the Gothic. Basingston: Macmillan Press. ISBN 978-1-349-26840-5
  - Bierman, Joseph S. (1998). «A Crucial Stage in the Writing of Dracula». In:  Hughes, William; Smith, Andrew. Bram Stoker: History, Psychoanalysis and the Gothic. Basingston: Macmillan Press. ISBN 978-1-349-26840-5
  - Milbank, Alison (1998). «'Powers Old and New': Stoker's Alliances with Anglo-Irish Gothic». In:  Hughes, William; Smith, Andrew. Bram Stoker: History, Psychoanalysis and the Gothic. Basingston: Macmillan Press. ISBN 978-1-349-26840-5
  - Mulvey-Roberts, Marie (1998). «Dracula and the Doctors: Bad Blood, Menstrual Taboo and the New Woman». In:  Hughes, William; Smith, Andrew. Bram Stoker: History, Psychoanalysis and the Gothic. Basingston: Macmillan Press. ISBN 978-1-349-26840-5
- Hughes, William (2000). Beyond Dracula: Bram Stoker's Fiction and Its Cultural Context. New York: Palgrave Macmillan. ISBN 978-1-349-40967-9. OCLC 1004391205
- Kord, Susanne (2009). Murderesses in German Writing, 1720–1860: Heroines of Horror. New York: Cambridge University Press. ISBN 978-0-521-51977-9. OCLC 297147082
- Leblanc, Benjamin H. (1997). «The Death of Dracula: A Darwinian Approach to the Vampire's Evolution». In:  Davison, Carol Margaret. Bram Stoker's Dracula: Sucking through the Century, 1897–1997. Toronto: Dundurn Press. ISBN 978-1-55488-105-5. OCLC 244770292
- Ludlam, Harry (1962). A Biography of Dracula: The Life Story of Bram Stoker. [S.l.]: W. Foulsham. ISBN 978-0-572-00217-6
- Lovecraft, H. P. (1965).  Derleth, August; Wandrei, Donald, eds. Selected Letters. 1. [S.l.]: Arkham House. ISBN 9780870540349
- Masters, Anthony (1972). The Natural History of the Vampire. New York: G. P. Putnam's Sons. ISBN 9780399109317
- McGrath, Patrick (1997). «Preface: Bram Stoker and his Vampire». In:  Davison, Carol Margaret. Bram Stoker's Dracula: Sucking through the Century, 1897–1997. Toronto: Dundurn Press. ISBN 978-1-55488-105-5. OCLC 244770292
- McNally, Raymond T.; Florescu, Radu (1973). Dracula: A Biography of Vlad the Impaler. New York: Hawthorne Books
- McNally, Raymond T. (1983). Dracula Was a Woman: In Search of the Blood Countess of Transylvania. New York: McGraw-Hill. ISBN 9780070456716
- McNally, Raymond T.; Florescu, Radu (1994). In Search of Dracula: The History of Dracula and Vampires. Boston: Houghton Mifflin. ISBN 9780395657836
- Miller, Elizabeth (2001). Dracula. New York: Parkstone Press
- A New Companion to the Gothic. David Punter. Hoboken: Wiley-Blackwell. 2012. ISBN 978-1-4443-5492-8. OCLC 773567111
  - Hughes, William (2012). «Fictional Vampires in the Nineteenth and Twentieth Century». In:  David, Punter. A New Companion to the Gothic. Hoboken: Wiley-Blackwell. ISBN 978-1-4443-5492-8. OCLC 773567111
- Ronay, Gabriel (1972). The Truth About Dracula. New York: Stein and Day. ISBN 9780812815245
- Showalter, Elaine (1991). Sexual Anarchy: Gender and Culture at the Fin de Siècle. [S.l.]: Penguin. ISBN 978-0-14-011587-1
- Spooner, Catherine (2006). Contemporary Gothic (em inglês). [S.l.]: Reaktion Books. ISBN 978-1-86189-301-7
- Stephanou, Aspasia (2014). Reading Vampire Gothic through Blood: Bloodlines. Houndmills: Palgrave Macmillan. ISBN 9781137349224. OCLC 873725229
- Stuart, Roxana (1994). Stage Blood: Vampires of the 19th Century Stage (em inglês). [S.l.]: Popular Press. ISBN 978-0-87972-660-7
- Auerbach, Nina; Skal, David J., eds. (1997). Dracula: Authoritative Text, Contexts, Reviews and Reactions, Dramatic and Film Variations, Criticism. [S.l.]: W.W. Norton. ISBN 978-0-393-97012-8
- Stoker, Dacre; Holt, Ian (2009). Dracula The Un-Dead. [S.l.]: Penguin Publishing Group. pp. 312–13. ISBN 978-0-525-95129-2

### Artigos de periódicos e jornais
- Arata, Stephen D. (1990). «The Occidental Tourist: "Dracula" and the Anxiety of Reverse Colonization» 4.ª ed. Victorian Studies. 33: 621–645. ISSN 0042-5222. JSTOR 3827794
- Bierman, Joseph S. (1977). «The Genesis and Dating of 'Dracula' from Bram Stoker's Working Notes» jan ed. Notes and Queries (em inglês). CCXXII: 39–41. ISSN 0029-3970. doi:10.1093/notesj/CCXXII.jan.39
- Caine, Hall (24 de abril de 1912). «Bram Stoker. The story of a great friendship». The Daily Telegraph. p. 16
- Case, Alison (1993). «Tasting the Original Apple: Gender and the Struggle for Narrative Authority in "Dracula"» 3.ª ed. Narrative. 1: 223–243. ISSN 1063-3685. JSTOR 20107013
- Cengel, Katya (Outubro de 2020). «How the Vampire Got His Fangs». Smithsonian Magazine
- Chevalier, Noel (2002). «Dracula: Sense & Nonsense by Elizabeth Miller (review)» 4.ª ed. ESC: English Studies in Canada (em inglês). 28: 749–751. ISSN 1913-4835. doi:10.1353/esc.2002.0017. S2CID 166341977
- Clasen, Mathias (2012). «Attention, Predation, Counterintuition: Why Dracula Won't Die» 3.ª e 4.ª ed. Style. 46: 378–398. ISSN 0039-4238. JSTOR 10.5325/style.46.3-4.378
- Craft, Christopher (1984). «"Kiss Me with those Red Lips": Gender and Inversion in Bram Stoker's Dracula» 8.ª ed. Representations: 107–133. ISSN 0734-6018. JSTOR 2928560. doi:10.2307/2928560
- Croley, Laura Sagolla (1995). «The Rhetoric of Reform in Stoker's "Dracula": Depravity, Decline, and the Fin-de-Siècle "Residuum"» 1.ª ed. Criticism. 37: 85–108. ISSN 0011-1589. JSTOR 23116578
- Dearden, Lizzie (20 de maio de 2014). «Radu Florescu dead: Legacy of the Romanian 'Dracula professor'». The Independent. Cópia arquivada em 12 de janeiro de 2021
- Demetrakopoulos, Stephanie (1977). «Feminism, Sex Role Exchanges, and Other Subliminal Fantasies in Bram Stoker's "Dracula"» 3.ª ed. Frontiers: A Journal of Women Studies. 2: 104–113. ISSN 0160-9009. JSTOR 3346355. doi:10.2307/3346355
- Fitts, Alexandra (1998). «Alejandra Pizarnik's "La condesa Sangrienta" and the Lure of the Absolute» 1.ª e 2.ª ed. Letras Femeninas. 24: 23–35. ISSN 0277-4356. JSTOR 23021659
- Doniger, Wendy (20 de novembro de 1995). «Sympathy for the Vampire». The Nation. pp. 608–612
- Halberstam, Judith (1993). «Technologies of Monstrosity: Bram Stoker's "Dracula"» 3.ª ed. Victorian Studies. 36: 333–352. ISSN 0042-5222. JSTOR 3828327
- Hensley, Wayne E. (2002). «The Contribution of F. W. Murnau's "Nosferatu" To the Evolution of Dracula» 1.ª ed. Literature/Film Quarterly. 30: 59–64. ISSN 0090-4260. JSTOR 43797068
- Ingelbien, Raphaël (2003). «Gothic Genealogies: Dracula, Bowen's Court, And Anglo-Irish Psychology» 4.ª ed. ELH. 70: 1089–1105. ISSN 1080-6547. doi:10.1353/elh.2004.0005. S2CID 162335122
- Kane, Michael (1997). «Insiders/Outsiders: Conrad's "The Nigger of the "Narcissus" " and Bram Stoker's "Dracula"» 1.ª ed. The Modern Language Review. 92: 1–21. ISSN 0026-7937. JSTOR 3734681. doi:10.2307/3734681
- Keogh, Calvin W. (2014). «The Critics' Count: Revisions of Dracula and the Postcolonial Irish Gothic» 2.ª ed. Cambridge Journal of Postcolonial Literary Inquiry (em inglês). 1: 189–206. ISSN 2052-2614. doi:10.1017/pli.2014.8. S2CID 193067115
- Kuzmanovic, Dejan (2009). «Vampiric Seduction and Vicissitudes of Masculine Identity in Bram Stoker's "Dracula"» 2.ª ed. Victorian Literature and Culture. 37: 411–425. ISSN 1060-1503. JSTOR 40347238. doi:10.1017/S1060150309090263. S2CID 54921027
- Miller, Elizabeth (Agosto de 1996). «Filing for Divorce: Vlad Tepes vs. Count Dracula». The Borgo Post. 2 páginas
  - Miller, Elizabeth (2006). «Filing for Divorce: Count Dracula vs. Vlad Tepes». Dictionary of Literary Biography. 394: 212–217
- Miller, Elizabeth (1999). «Back to the Basics: Re-Examining Stoker's Sources for "Dracula"» 2.ª (38) ed. Journal of the Fantastic in the Arts. 10: 187–196. ISSN 0897-0521. JSTOR 43308384
- Moretti, Franco (1982). «The Dialectic of Fear». New Left Review. 13: 67–85
- Nandris, Grigore (1966). «The Historical Dracula: The Theme of His Legend in the Western and in the Eastern Literatures of Europe» 4.ª ed. Comparative Literature Studies. 3: 367–396. ISSN 0010-4132. JSTOR 40245833
- Retamar, Roberto Fernández; Winks, Christopher (2005). «On Dracula, the West, America, and Other Inventions» 3.ª ed. The Black Scholar. 35: 22–29. ISSN 0006-4246. JSTOR 41069152. doi:10.1080/00064246.2005.11413319. S2CID 147429554
- Rhodes, Gary D. (1 de janeiro de 2010). «Drakula halála (1921):The Cinema's First Dracula» 1.ª ed. Horror Studies. 1: 25–47. doi:10.1386/host.1.1.25/1
- Schaffer, Talia (1994). «"A Wilde Desire Took Me": the Homoerotic History of Dracula» 2.ª ed. ELH. 61: 381–425. ISSN 1080-6547. doi:10.1353/elh.1994.0019. S2CID 161888586
- Seed, David (1985). «The Narrative Method of Dracula» 1.ª ed. Nineteenth-Century Fiction. 40: 61–75. ISSN 0029-0564. JSTOR 3044836. doi:10.2307/3044836
- Senf, Carol A. (1982). «"Dracula": Stoker's Response to the New Woman» 1.ª ed. Victorian Studies. 26: 33–49. ISSN 0042-5222. JSTOR 3827492
- Signorotti, Elizabeth (1996). «Repossessing the Body: Transgressive Desire in "Carmilla" and "Dracula"» 4.ª ed. Criticism. 38: 607–632. ISSN 0011-1589. JSTOR 23118160
- Spencer, Kathleen L. (1992). «Purity and Danger: Dracula, the Urban Gothic, and the Late Victorian Degeneracy Crisis» 1.ª ed. ELH. 59: 197–225. ISSN 0013-8304. JSTOR 2873424. doi:10.2307/2873424
- Stewart, Bruce (1999). «"Bram Stoker's Dracula: Possessed by the Spirit of the Nation?"» 2.ª ed. Irish University Review. 29: 238–255. ISSN 0021-1427. JSTOR 25484813
- Stevenson, John Allen (1988). «A Vampire in the Mirror: The Sexuality of Dracula» 2.ª ed. PMLA. 103: 139–149. ISSN 0030-8129. JSTOR 462430. doi:10.2307/462430. S2CID 54868687
- Tchaprazov, Stoyan (2015). «The Slovaks and Gypsies of Bram Stoker's Dracula: Vampires in Human Flesh». English Literature in Transition, 1880–1920. 58: 523–535. ProQuest 1684297393 – via ProQuest
- Tomaszweska, Monika (2004). «Vampirism and the Degeneration of the Imperial Race: Stoker's Dracula as the Invasive Degenerate Other» (PDF). Journal of Dracula Studies. 6. Cópia arquivada (PDF) em 15 de novembro de 2020
- Wasserman, Judith (1977). «Women and Vampires: Dracula as a Victorian Novel». Midwest Quarterly. 18
- «Why Christopher Lee's Dracula didn't suck». The Telegraph. 13 de junho de 2015. Cópia arquivada em 11 de janeiro de 2022
- Willis, Martin (2007). «"The Invisible Giant," 'Dracula', and Disease» 3.ª ed. Studies in the Novel. 39: 301–325. ISSN 0039-3827. JSTOR 29533817
- Zanger, Jules (1991). «A Sympathetic Vibration: Dracula and the Jews». English Literature in Transition, 1880–1920. 34

### Revisões críticas contemporâneas
- «Recent Novels». Londres. Review of Politics, Literature, Theology, and Art. 79: 150–151. 31 de julho de 1897
- «A Romance of Vampirism». Lloyd's Weekly Newspaper. Londres. 30 de maio de 1897. p. 80
- «Untitled review of Dracula». The Bookseller: A Newspaper of British and Foreign Literature. Londres. 3 de setembro de 1897. p. 816
- «Book Reviews Reviewed». The Academy: A Weekly Review of Literature, Science, and Art. Londres. 31 de julho de 1897. p. 98
- «Untitled review of Dracula». The Daily Mail. Londres. 1 de junho de 1897. p. 3
- «Untitled». Publisher's Circular and Booksellers' Record of British and Foreign Literature. Londres. 7 de agosto de 1897. p. 131
- «Review: Dracula». Saturday Review of Politics, Literature, Science and Art. Londres. 3 de julho de 1897. p. 21
- «Books of the Day». The Daily Telegraph. Londres. 3 de junho de 1897. p. 6
- «Dracula». The Glasgow Herald. Glasgow. 10 de junho de 1897. p. 10
- «Untitled review of Dracula». Of Literature, Science, and Art (Fiction Supplement). Londres. 12 de junho de 1897. p. 11
- «Current Literature: Hutchinson & Co's Publications». The Advertiser. Adelaide. 22 de janeiro de 1898. p. 8
- «Books to Read, and Others». Vanity Fair: A Weekly Show of Political, Social, and Literary Wares. Londres. 29 de junho de 1897. p. 80
- «Supped Full with Horrors». The Land of Sunshine. Junho de 1899. p. 261
- «A Fantastic Theme Realistically Treated». New-York Tribune (Illustrated Supplement). New York City. 19 de novembro de 1899
- «The Insanity of the Horrible». The San Francisco Wave. San Francisco. 9 de dezembro de 1899. p. 5
- «Review: Dracula». The Manchester Guardian. 1897

### Websites
- Escher, Kat (19 de maio de 2017). «The Icelandic Translation of 'Dracula' Is Actually a Different Book». Smithsonian. Cópia arquivada em 15 de dezembro de 2019
- Buzwell, Greg (14 de maio de 2014). «Bram Stoker's stage adaptation of Dracula». The British Library. Consultado em 13 de junho de 2021
- Rubery, Matthew (2 de março de 2011). «Sensation Fiction». Oxford Bibliographies. Oxford University Press. Consultado em 17 de janeiro de 2021
- Sommerlad, Joe (13 de julho de 2017). «Celebrating Eiko Ishioka's extraordinary costumes for Bram Stoker's Dracula». The Independent (em inglês). Consultado em 13 de julho de 2021